# Pomorske snage
Pomorske snage podrazumijevaju plovne, podvodne i druge borbene platforme koje se u pomorskim operacijama koriste za obavljanje neke od operativnih funkcija pomorskih snaga.
U Republici Hrvatskoj pomorske snage se dijele na plovne i obalne pomorske snage. Plovne pomorske snage obuhvaćaju sve plovne postrojbe koje se sastoje od dva ili više ratnih brodova, a obalne pomorske snage čine postrojbe uzduž obale i na otocima koje su sastavljene od postrojbi mornaričkog pješaštva, mobilnih obalnih lansera (MOL), obalne službe motrenja i obavješćivanja (OSMIO) te postrojbi za logističku potporu.

## Karakteristike pomorskih snaga
Pomorske snage imaju mnoge osobine (katrakteristike) koje ih čine jedinstvenima, a najvažnije su:

### Spremnost
Spremnost podrazumijeva gotovo trenutačnu raspoloživost pomorskih snaga za odgovor na različite vrste ugroza. Mnoge njihove mirnodopske zadaće i funkcije, poput nazočnosti u područjima koja mogu biti daleko od matične luke i države kojoj pripadaju, su vrlo slične ratnim operacijama i pomorske snage mogu vrlo lako i brzo prijeći u stanje spremnosti za borbena djelovanja.

### Prilagodljivost
Prilagodljivost pomorskih snaga se ogleda u njihovoj sposobnosti obavljanja širokog spektra aktivnosti: od nazočnosti i odvraćanja bez ugrožavanja teritorijalnog mora drugih država, preko humanitarne pomoći, pa sve do borbenih djelovanja protiv pomorskih snaga eventualnog protivnika. Pritom su sposobne prelaziti s obavljanja jedne zadaće na drugu bez posebnih i dugotrajnih priprema.

### Samoodrživost
Samoodrživost se ogleda u sposobnosti djelovanja pomorskih snaga u relativno udaljenim područjima i u relativno dugom razdoblju bez potrebe popunom hranom, vodom, gorivom, rezervnim dijelovima i sl.

### Pokretljivost
Pokretljivost pomorskih snaga omogućuje pasivni nadzor situacije, boravak na jednom mjestu kroz duže vremensko razdoblje, ali i brzi odgovor na ugroze bilo koje vrste u čitavom rasponu operacija koje mogu obavljati. One se mogu, ovisno o situaciji i potrebi, mogu vrlo brzo premjestiti iz jednog područja operacija u drugo, samostalno i bez posebnih logističkih zahtjeva. Njihova sposobnost brzog manevriranja tijekom borbenih djelovanja, uz odgovarajuću uporabu naoružanja i elemenata razvedenosti pojedinih priobalnih područja, mogu predstavljati znatnu prednost u odnosu na mogućeg protivnika.

### Prikladnost
Prikladnost je osobina pomorskih snaga koja u sebi sadrži elemente svih prethodno nabrojanih osobina, s posebnim naglaskom na mogućnost njihove uporabe u međunarodnim vodama blizu kriznih područja bez opasnosti od mogućih političkih komplikacija i vojnih rizika koji karakteriziraju uporabu kopnenih snaga (kao npr. prolazak ili ulazak na područje drugih država). 